# 新西蘭棘鮗
新西蘭棘鮗為輻鰭魚綱鱸形目鱸亞目七夕魚科的其中一種，分布於西南太平洋區的紐西蘭海域，棲息深度可達80公尺，體長可達11.5公分，棲息在潮間帶的岩石區，屬肉食性，雄魚有護卵的行為。

## 擴展閱讀
維基物種上的相關：新西蘭棘鮗